# Virginio Salimbeni
Virginio Salimbeni (Lainate, 27 maggio 1922 – Seveso, 30 ottobre 2011) è stato un ciclista su strada italiano.
Professionista dal 1948 al 1954, vinse Trofeo Matteotti, Giro del Lazio e Giro dell'Emilia.

## Carriera
Riportato in diverse fonti con il nome di Virgilio, da dilettante e indipendente fu attivo con l'A.S. Seveso e con il G.S. Spallanzani di Milano, vincendo tra le altre il Trofeo Matteotti 1947. Professionista da metà 1948 con la Legnano, gareggiò con i "rosso-verdi" fino al 1951, facendo da gregario a Gino Bartali prima e ad Adolfo Leoni poi. Nel 1952-1953 corse nella Ganna e nel 1954 nella Nivea-Fuchs, sempre con Fiorenzo Magni.
Nel 1948 fece sue la Milano-San Pellegrino e la Coppa Bernocchi. Nel 1949 vinse il Giro del Lazio a tappe e il Giro dell'Emilia, oltre alla prima tappa del Giro dei Tre Mari a Taranto. Nel 1953 fece sua la tappa di Enna del Giro di Sicilia. Corse anche diverse edizioni del Giro d'Italia, pur non vincendo tappe: nel 1948 ottenne il 14º posto finale, nel 1950 il 23º, nel 1951 il 18º, concludendo inoltre i Giri 1952 e 1953 e ritirandosi nel 1954.
Con la Nazionale azzurra prese parte alla corsa dei Professionisti ai campionati del mondo 1950 a Moorslede, ritirandosi; dal 1948 al 1951 partecipò inoltre a tre edizioni del Tour de France, nel 1948 con la formazione dei "Cadetti" italiani, e nel 1950 e 1951 con la Nazionale. Concluse la carriera agonistica nel 1956.
È deceduto il 30 ottobre 2011 a Seveso, in Lombardia.

## Palmarès
- 1947 (Dilettanti)

Trofeo Matteotti
- 1948

Milano-San Pellegrino
Circuit du Cantal
Coppa Bernocchi
- 1949

Classifica generale Giro del Lazio
Giro dell'Emilia
1ª tappa Giro dei Tre Mari (Bari > Taranto)
- 1952

Trofeo Banfo
- 1953

2ª tappa Giro di Sicilia

## Piazzamenti

### Grandi Giri
- Giro d'Italia

1948: 14º
1950: 23º
1951: 18º
1952: 45º
1953: 56º
1954: ritirato
- Tour de France

1948: ritirato (1ª tappa)
1950: non partito (12ª tappa)
1951: 54º

### Classiche monumento
- Milano-Sanremo

1948: 19º
1949: 42º
1951: 9º
1952: 21º
1954: 66º
- Paris-Roubaix

1949: 104º
1952: 92º
- Giro di Lombardia

1948: 19º
1949: 42º
1950: 9º
1952: 21º
1954: 66º

### Competizioni mondiali
- Campionati del mondo

Moorslede 1950 - In linea Professionisti: ritirato